# Great Northern, Piccadilly & Brompton Railway

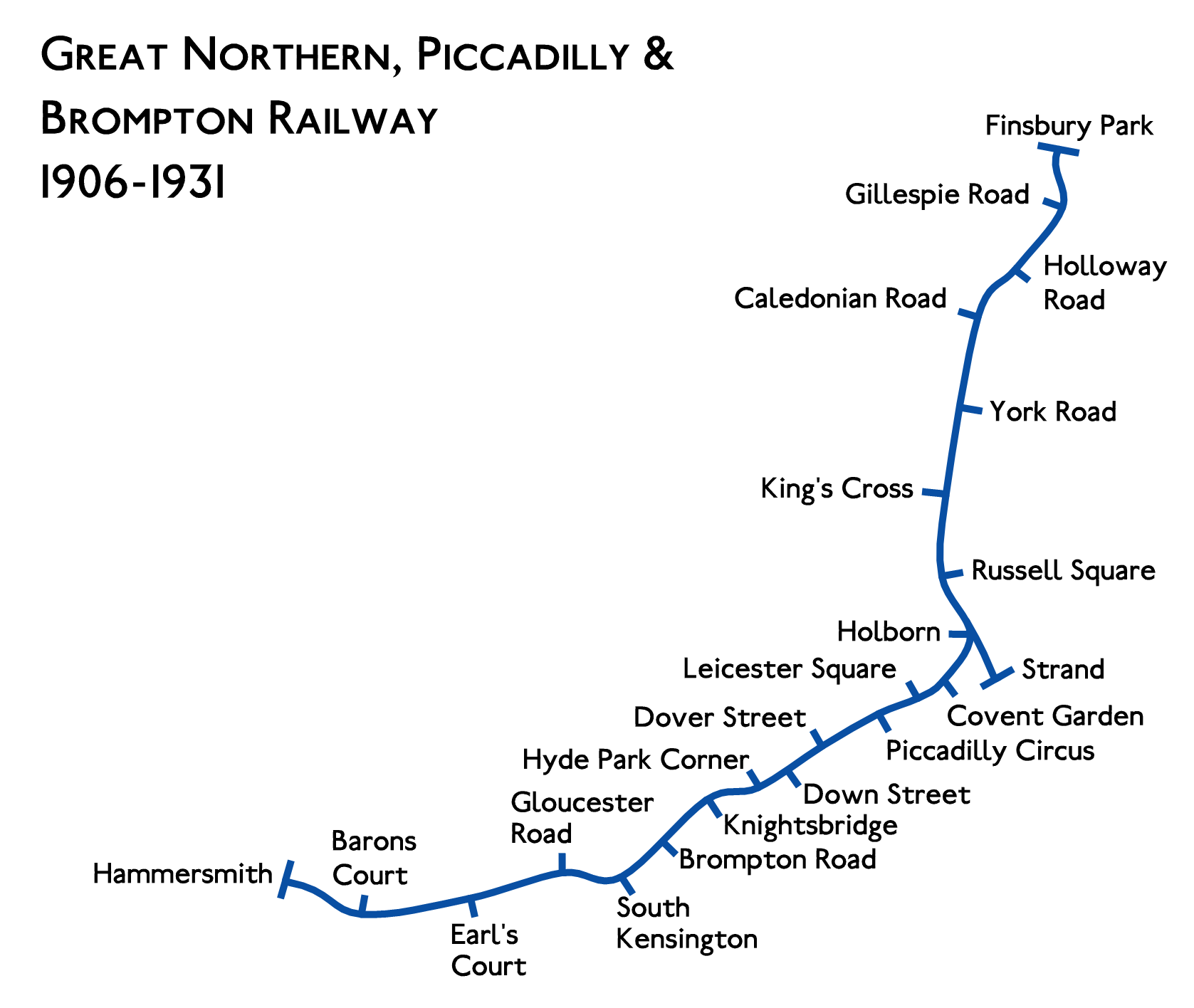
Mapa da linha

A Great Northern, Piccadilly & Brompton Railway foi uma linha de comboios que serviu parte de Inglaterra. Através destas linhas de railway, que serviu a capital Londrina, nasceu o Metro de Londres.